# Октябрьский (Нижегородская область)
Октя́брьский — бывший посёлок городского типа в городском округе Бор Нижегородской области России. С 2004 года район города Бор.

## История
Основан как посёлок при Собчинском затоне 25 сентября 1858 года. Статус рабочего посёлка получил 16 ноября 1938 года. В 1957 году указом Президиума Верховного Совета РСФСР рабочий посёлок имени В. М. Молотова переименован в рабочий посёлок Октябрьский. В 2004 году вошёл в состав города Бор.

## Население
| 1939 | 1959  | 1970  | 1979  | 1989  | 2002  |
| ---- | ----- | ----- | ----- | ----- | ----- |
| 3644 | ↗5894 | ↗8547 | ↘6631 | ↗6844 | ↗7354 |

## Инфраструктура
В посёлке располагаются судоремонтные предприятия «Борремфлот» и «Октябрьский судоремонтно-судостроительный завод», Борская и Октябрьская базы технического обслуживания флота. В посёлке также имеется Борский технолого-экономический техникум. Рядом с Октябрьским находится затон для зимней стоянки флота.
В посёлке находится памятник градостроительства и архитектуры — водонапорная башня, построенная в 1920-е годы.